# 14413 Geiger
14413 Geiger è un asteroide della fascia principale. Scoperto nel 1991, presenta un'orbita caratterizzata da un semiasse maggiore pari a 2,2875439 UA e da un'eccentricità di 0,1479945, inclinata di 5,01494° rispetto all'eclittica.